# 9013 Sansaturio
9013 Sansaturio è un asteroide della fascia principale. Scoperto nel 1985, presenta un'orbita caratterizzata da un semiasse maggiore pari a 2,6875039 UA e da un'eccentricità di 0,2755204, inclinata di 11,29450° rispetto all'eclittica.
L'asteroide è dedicato alla matematica spagnola Maria Eugenia Sansaturio.